# Yoldia martyria
Yoldia martyria är en musselart som beskrevs av Dall 1897. Yoldia martyria ingår i släktet Yoldia och familjen Yoldiidae. Inga underarter finns listade i Catalogue of Life.